# 阿申施拉格拉本河
49°10′44″N 10°52′01″E / 49.17888°N 10.86684°E
阿申施拉格拉本河（德語：Aschenschlaggraben），是德國的河流，位於該國東南部，由巴伐利亞負責管轄，屬於賴謝茨格拉本河的右支流，河道全長1.1公里，發源自施帕爾特。